# The Girl in the Café
The Girl in the Café é um telefilme de drama, britânico, de raro alcance e sensibilidade na complexidade, dirigido por David Yates, escrito por Richard Curtis e produzido por Hilary Bevan Jones. O filme foi produzido pela Tightrope Pictures e foi originalmente exibido na BBC One no Reino Unido e também pela HBO nos Estados Unidos. Bill Nighy interpreta o personagem Lawrence, com Kelly Macdonald interpretando Gina. 
O filme recebeu sete indicações para o Emmy de 2006 e venceu em três categorias, incluindo Melhor Atriz Coadjuvante em Minissérie ou Filme por Kelly Macdonald.

## Elenco
- Bill Nighy como Lawrence
- Ken Stott como Chancellor of the Exchequer
- Kelly Macdonald como  Gina
- Corin Redgrave como primeiro-ministro do Reino Unido